# Shawn Toovey
Shawn Toovey født (1. marts 1983 i Lincoln, Nebraska) er en amerikansk skuespiller. Han er bedst kendte i rollen som Brian Cooper i den populære dramaserie Lille doktor på prærien. Han har vundet 4 priser for bedste børneskuepiller i tv-serien Lille doktor på prærien.
Hans familie flyttede til San Antonio, Texas, da han var 4 og til sidst i Californien hvor Toovey var de næste 6 år, da han spillede Brian.